# آرمن الباکیان
آرمن الباکیان (ارمنی: Արմեն Էլբակյան؛ زادهٔ ۱۱ فوریهٔ ۱۹۵۴) بازیگر، کارگردان و تهیه‌کننده اهل ارمنستان است. وی از سال ۱۹۷۳ میلادی تاکنون مشغول فعالیت بوده‌است. 

وی در سال ۱۹۷۴ از انستیتو هنرهای زیبا و تئاتر ایروان فارغ‌التحصیل شده‌است.

## گزیده فیلمشناسی
از فیلم‌ها یا برنامه‌های تلویزیونی که وی در آن نقش داشته‌است می‌توان به مسیر رؤیایی ما اشاره کرد.

## جوایز
وی برندهٔ جوایزی همچون چهره هنری شایسته جمهوری ارمنستان، مدال موسس خورناتسی شده‌است.